# Madurismo

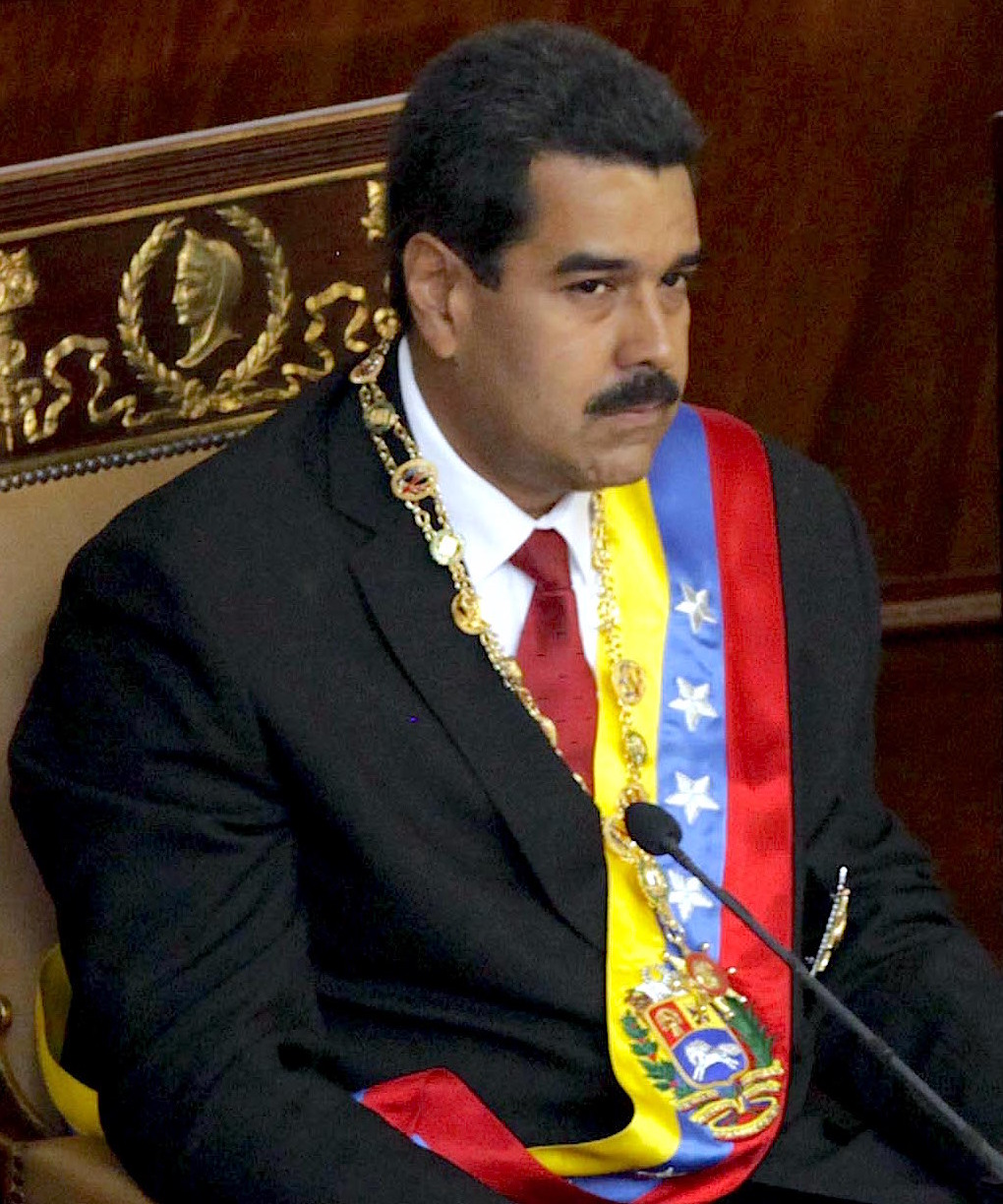
Nicolás Maduro em 2013.

O madurismo, também chamado chavo-madurismo, é um movimento político surgido em Venezuela durante a década de 2010 baseado no governo do mandatário Nicolás Maduro desde 2013 e que representa actualmente a Revolução Bolivariana. Esteve baseado inicialmente na reivindicação e continuação do chavismo, do qual Hugo Chávez foi arquitecto e principal expoente até sua morte em 2013, e que se baseou a sua vez no bolivarianismo e o marxismo, no entanto, com o passo do tempo tem começado a girar menos em torno da figura de Chávez e mais em torno da figura de Maduro.
Apesar de que em 2013 Nicolás Maduro negou a existência do «madurismo», e que este adoptou elementos do antigo chavismo em termos de ideologia e alguns dirigentes políticos que os fazem similares, é um termo independente e utilizado por ministros de Chávez e Maduro para referir a seus integrantes, estilo de governo e suas políticas implementadas. Ambos governos têm tido políticas diferentes (e inclusive contrárias) com respeito à economia (do socialismo ao capitalismo, segundo Bloomberg), e alguns dos principais representantes políticos do antigo chavismo têm deixado seus cargos durante o governo de Maduro. O madurismo é um movimento político heterogéneo, que inclui a uma variedade de grupos ideológicos.
Segundo o diário El Tiempo de Colômbia, o madurismo começou em 2018 quando, no contexto de sua candidatura presidencial desse ano, Maduro refundó o Movimento Somos Venezuela, um movimento e partido político aparte do Partido Socialista Unido de Venezuela, fundado por Chávez.

## Definição
Rafael Ramírez Carreño, exministro de Chávez e Maduro, descreveu em 2009 o «madurismo» como diferente ao «chavismo».  Segundo ele, o madurismo está sustentado por uma «elite militar».
O exministro de Chávez e Maduro, Andrés Izarra, descreveu numa entrevista em 2023ː «O sujeito político do madurismo é sua elite mafiosa e o sujeito político do chavismo são o povo e as bases legais; o projecto político do chavismo expressa-se na Constituição nacional e no Plano da Pátria. Nada que ver com o que preside o madurismo, que é perpetuar no poder e lucrarse de isso».
O exministro Andrés Izarra declarou em 2023ː «O madurismo usa a corrupção para controlar as ambições dos grupos que o conformam. Não o pode castigar, porque o madurismo é a corrupção. É um governo que se estrutura sobre a corrupção».

## Ideologia

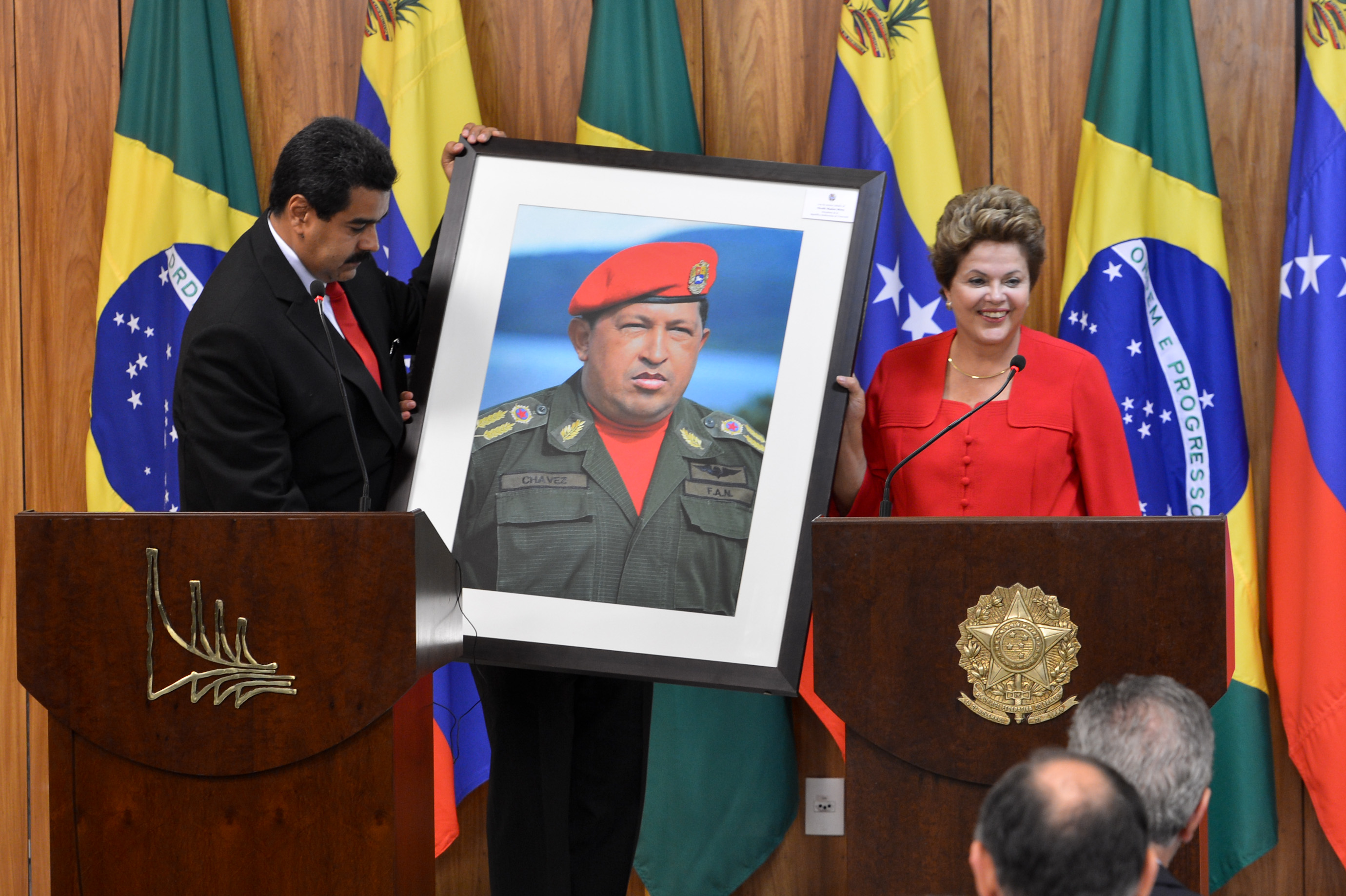
Maduro obsequia-lhe a Dilma Rousseff um quadro de Chávez.

Madurou negou em 2013 que tivesse ou fosse existir um «madurismo», argumentando que «este projecto é chavista» e os movimentos eram o «chavismo e bolivarianismo», no entanto, Diosdado Cabello disse em 2015 que «Maduro tem tentado criar uma figura do madurismo». Maduro aclarou que «somos, temos sido e devemos ser revolucionários, bolivarianos, patriotas e chavistas», e disse que o projecto de seu governo se baseava no plano de Chávez para Venezuela e na Constituição de Venezuela de 1999.
Apesar disto últimos ditos, Maduro teve intenções públicas de mudar a Constituição proposta pelos constituyentistas afines a Chávez em 1999, para o qual decretou eleições em 2017, onde se instalou uma Assembleia Nacional Constituinte.
O exministro Andrés Izarra, escreveu em Twitter em 2022ː «Para refundar ao chavismo, há que derrotar primeiro ao madurismo».

## Veja-se também
- Chavismo
- Propaganda bolivariana